# Giuseppe Impastato

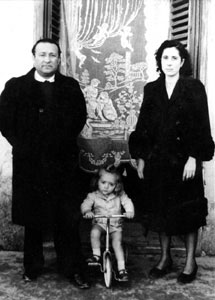
Giuseppe Impastato als kind, met zijn vader Luigi Impastato (links) en zijn moeder Felicia Bartolotta (rechts)

Giuseppe Impastato (Cinisi, 5 januari 1948 – aldaar, 9 mei 1978), beter bekend als Peppino Impastato, was een politiek activist uit Sicilië. Hij verwierf bekendheid door zich als een van de eersten openlijk uit te spreken tegen de maffia.

## Biografie
Peppino werd geboren in een maffiafamilie. Zijn vader Luigi en oom Cesare Manzella werkten beiden voor Don Gaetano Badalamenti. In deze tijd had de maffia een enorme invloed op Sicilië en de rest van het land.
In de jaren 60 werd het socialisme, met name van Mao Zedong, populair onder Siciliaanse jongeren. Peppino begon zich in zijn tienerjaren maatschappijkritisch te ontwikkelen. Toen in 1962 een onderwereldoorlog oplaaide en zijn oom Cesare hierin werd vermoord zwoer Peppino dat hij zijn leven zou wijden aan het bestrijden van de maffia.
Dit beschaamde zijn vader zoverre dat hij hem het huis uit zette.

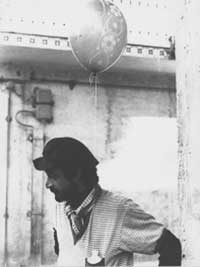
Peppino Impastato

### Activisme
In 1965 richtte hij samen met een paar medeactivisten een studentenkrant op die L'Idea socialista heette. Hij leidde demonstraties voor boeren die hun land verloren voor de bouw van Luchthaven Palermo en hij protesteerde tegen werkloosheid en slechte lonen in de bouwsector.
In 1975 richtte hij Music and Culture op. De groep organiseerde debatten voor jongeren, film, theater en muziekoptredens. Een jaar later startte de groep een onafhankelijk radio station op dat Radio Aut heette. Peppino dreef hierin de spot met de maffiacultuur in Cinisi dat hij Mafiopoli noemde. In zijn dagelijkse radioshow Onda pazza stak hij de draak met de corrupte autoriteiten en onthulde hij regelmatig zeer gevoelige informatie over actuele activiteiten in de onderwereld. Desondanks werden Impastato en zijn vrienden door de autoriteiten afgebeeld als het ware probleem in de stad.

### Moord
Peppino's vader stierf in 1977 bij een auto-ongeluk.
In 1978 stond Peppino Impastato kanditaat voor de gemeenteraadsverkiezingen als lid van de partij Democrazia Proletaria. Op 3 mei verscheen hij voor het laatst voor publiek waarin hij nog een satirische dialoog over Mafiopoli opvoerde. 
In de nacht van 8 op 9 mei werd hij vermoedelijk in een verlaten schuur gedood en vervolgens op de nabijgelegen treinrails gelegd met een lading TNT onder zijn lichaam. Op 11 mei waren verkiezingen en werd Peppino postuum als gemeenteraadslid gekozen.
De pers, politie en onderzoekers hielden voor dat Impastato een extreemlinkse terrorist was die zou hebben geprobeerd een stuk rails op te blazen maar daarbij per ongeluk zijn bom liet afgaan. Toen de publieke discussie oplaaide werd ook geprobeerd een zelfmoordscenario te schetsen. Zijn vrienden die bij de plaats delict waren, hebben talloze malen gewezen op het nalatige onderzoek. Alle overige leden van zijn kring werden verhoord op verdenking van terrorisme.

## Nasleep
In 1996 werd het onderzoek naar de moord op Peppino heropend nadat spijtoptant Salvatore Palozzolo, een maffialid uit Cinisi, toegaf dat Badalamenti de opdrachtgever voor de moord was. In 1997 werd Badalamenti opgepakt en een jaar later vormde de anti-maffiacommissie een comité om de zaak te onderzoeken. In december 2000 verscheen een rapport waarin de gefaalde taken van de autoriteiten in het oorspronkelijke onderzoek op een rijtje werden gezet. Vito Palazzolo kreeg in 2001 een straf van dertig jaar voor de moord maar dit werd later geseponeerd. Gaetano Badalamenti kreeg in 2002 levenslang en stierf twee jaar later in de cel.
Felicia Bartolotta Impastato brak publiekelijk al haar relaties met maffiafamilies af. Zij was tot aan haar dood in 2004 een symbool en toevluchtsoord voor de antimaffiabeweging. Volgens haar hadden haar man en Don Tano regelmatig late telefoongesprekken waarin Tano klaagde over Peppino's activiteiten. In deze gesprekken zou Luigi keer op keer hebben gesmeekt om zijn zoon te sparen.
In 2000 werd de biografische film I cento passi ('De honderd stappen') gemaakt. Hierin wordt het levensverhaal van Peppino Impastato verteld. De honderd stappen staan voor het aantal stappen tussen het Impastato- en het Badalamenti-huis.